# Magura (Kysucké Beskydy)
Magura (polsky Magura, 1073 m n. m.) je hora v Kysuckých Beskydech na slovensko-polské státní hranici. Nachází se v hlavním hřebeni mezi Kykulou (1087 m) na západě a Malým Príslopem (985 m) na jihu. Severovýchodním směrem vybíhá z hory krátký hřbítek zakončený asi po 400 m vrcholem Skrzadnica (1070 m) a sevřený mezi údolí potoků Radecki a Plaskórówka. Jihozápadní svahy spadají do údolí potoka Oščadnica. Samotný vrchol hory neleží přímo na hranici, ale asi 50 m východně od ní, tedy již na území Polska. Po hřebeni v těchto místech prochází Hlavní evropské rozvodí i dálková turistická strasa Główny Szlak Beskidzki.

## Přístup
- po červené značce  z vrcholu Kykula nebo z vrcholu Veľká Rača

## Externí odkazy

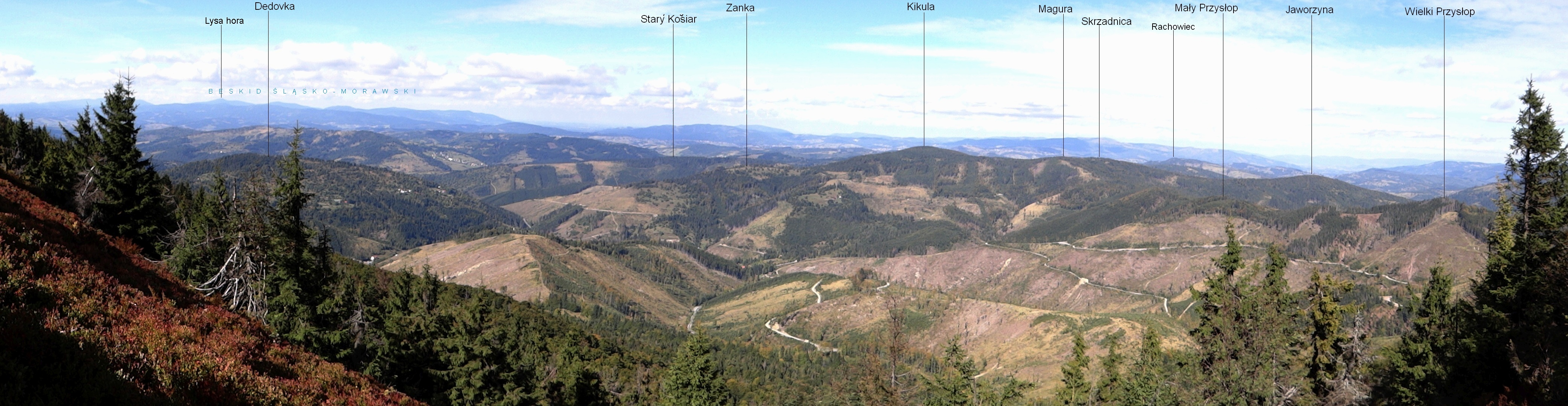
Magura z Veľké Rači